# Seleção Britânica de Futebol Feminino
A Seleção Britânica de Futebol Feminino representa a Grã-Bretanha nas competições de futebol feminino dos Jogos Olímpicos e Universíada.

## História
Foi formada em 2009 em vista dos Jogos Olímpicos de Verão de 2012 e primeiramente constou de atletas universitárias e nesse mesmo ano disputou sua primeira competição, a Universíada de Belgrado 2009 e nessa competição obteve a medalha de bronze.

### Primeiro título
A equipe obteve seu primeiro título,quatro anos mais tarde na Universíada de Kazan 2013, quando surpreendeu e foi campeã mundial universitária. A técnica da equipe foi Kay Consington.

### Jogos Olímpicos de 2012

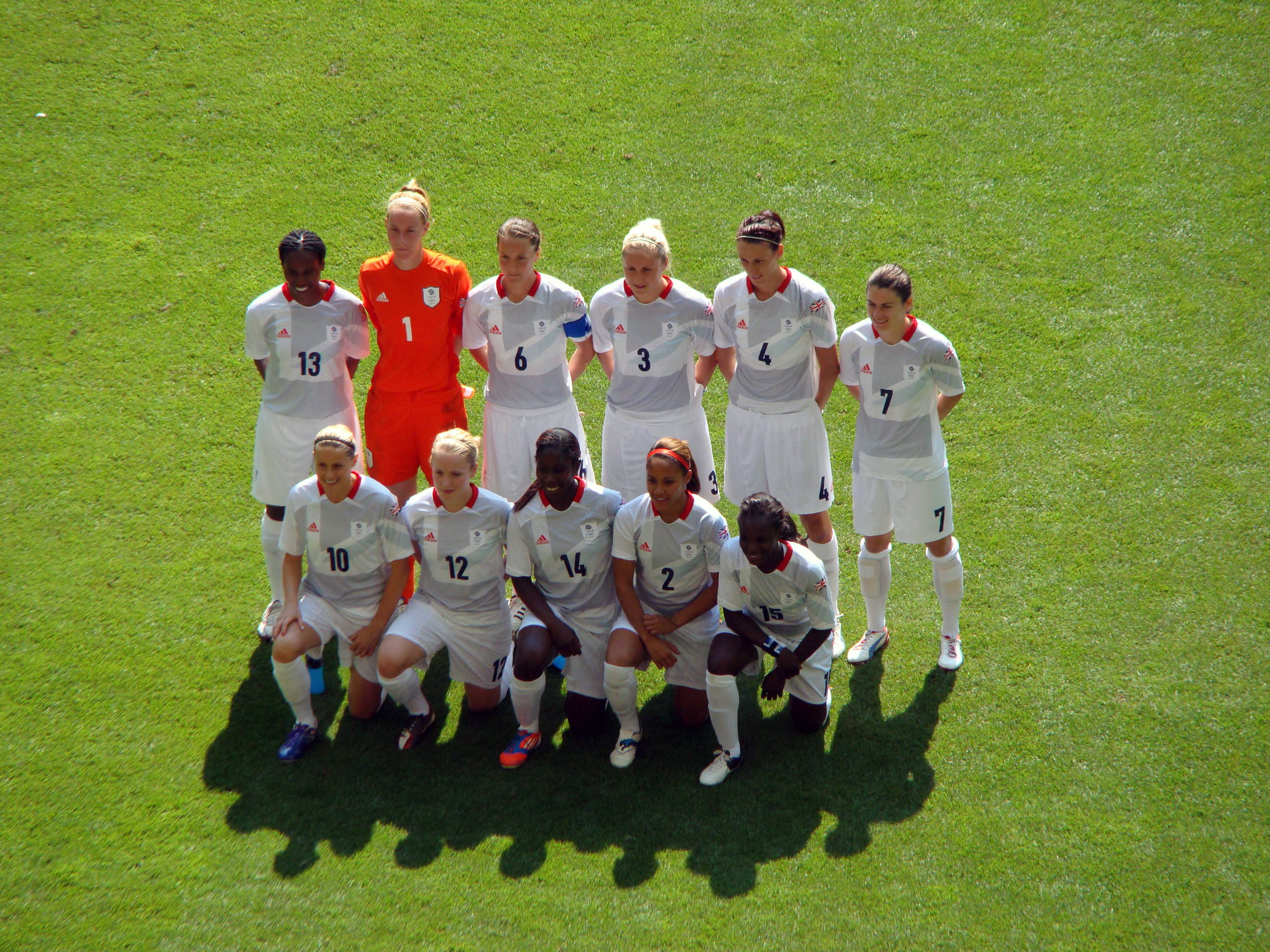
A equipe que estreou nos Torneio Olímpico de Futebol de 2012

Disputou as Olimpíadas de 2012, já que era a seleção do país sede. Em 20 de outubro de 2011, foi escolhida como técnica da seleção, a inglesa Hope Powell, que disse ser "um privilégio" dirigir a seleção e uma "oportunidade fantástica" para o futebol feminino britânico. Em um jogo amistoso preparatório para os Jogos Olímpicos, a Grã-Bretanha empatou com a Suécia - uma das potências do futebol feminino mundial - em 0x0. A técnica britânica Hope Powell disse que sua equipe aprendeu algumas "valiosas lições" nessa partida. A equipe fez sua estréia no torneio olímpico de futebol em 25 de julho contra a Nova Zelândia e venceu por 1x0, gol da inglesa Stephanie Houghton. A equipe chegou às quartas-de-finais, mas foi eliminada pelo Canadá.
Na estréia das seleções britânicas masculina e feminina de futebol nos Jogos Olímpicos de 2012, atletas não-ingleses recusaram-se a cantar God Save the Queen (Deus salve a Rainha, em inglês), o hino nacional britânico. Na equipe feminina, Kim Little e Ifeoma Dieke, ambas escocesas, foram as que não cantaram e, na equipe masculina, quem não cantou foram os galeses Ryan Giggs e Craig Bellamy. A atitude dos atletas foi muito criticada por torcedores do Reino Unido.

### Jogos Olímpicos de 2020
Depois da Inglaterra fracassar em convencer as outras três nações a jogar como Grã-Bretanha em Rio 2016, desistindo da vaga que teriam direito após acabarem em terceiro na Copa do Mundo FIFA de Futebol Feminino de 2015, em 2018 conseguiram um acordo para o retorno da seleção britânica, que após a Inglaterra alcançar a semifinal da Copa de 2019 garantiu uma das vagas europeias em Tóquio 2020. No torneio adiado para 2021 por causa da pandemia de COVID-19, a seleção britânica fechou a primeira fase em primeiro com duas vitórias e uma derrota, e durante as quartas de final contra a Austrália acabou eliminada na prorrogação.

### Grã-Bretanha x Brasil
A Grã-Bretanha e o Brasil se enfrentaram pela primeira vez no Torneio Olímpico de Futebol de 2012. A equipe britânica venceu por 1x0, gol da inglesa Stephanie Houghton. No torneio de futebol da Universíada de 2013, Brasil e Grã-Bretanha voltaram a enfrentar-se por duas vezes e, em ambas as ocasiões, houve vitórias britânicas (na primeira partida, vitória por 2x0, com gols de Francesca Kirby e Aileen Whelan; e, na segunda partida, 1x0, gol de Danielle Carter-Loblack).

## Títulos
- Universíada: Medalha de ouro (2013)

## Campanhas de destaque
- Universíada: Medalha de bronze - 2009
- Jogos Olímpicos: quartas-de-finais -  2012 e 2020

## Elencos

### Londres 2012
As jogadoras convocadas consistem de 16 inglesas e duas escocesas, não tendo sido convocadas nenhuma jogadora da Irlanda do Norte e do País de Gales, entretanto uma jogadora norte-irlandesa está de sobreaviso caso necessite ser chamada.
Partidas e gols atualizados até 03 de Agosto de 2012.